# Mazuca liturata
Mazuca liturata là một loài bướm đêm trong họ Noctuidae.